# Estación de Ibarbengoa
Ibarbengoa es una estación en superficie del Metro de Bilbao ubicada en el barrio de Andra Mari, término municipal de Guecho, entre las estaciones de Bidezabal y Berango, con lo que su tarifa corresponde a la zona 2.
La estación es cabecera de algunos de los trayectos de la Línea 1. Dispone de tres vías para que algunos trenes de dicha línea tengan como destino final esta estación en lugar de Bidezabal.
Tanto la estación como su aparcamiento disuasorio fueron inaugurados el 15 de junio de 2020.

## Aparcamiento y puesta en funcionamiento

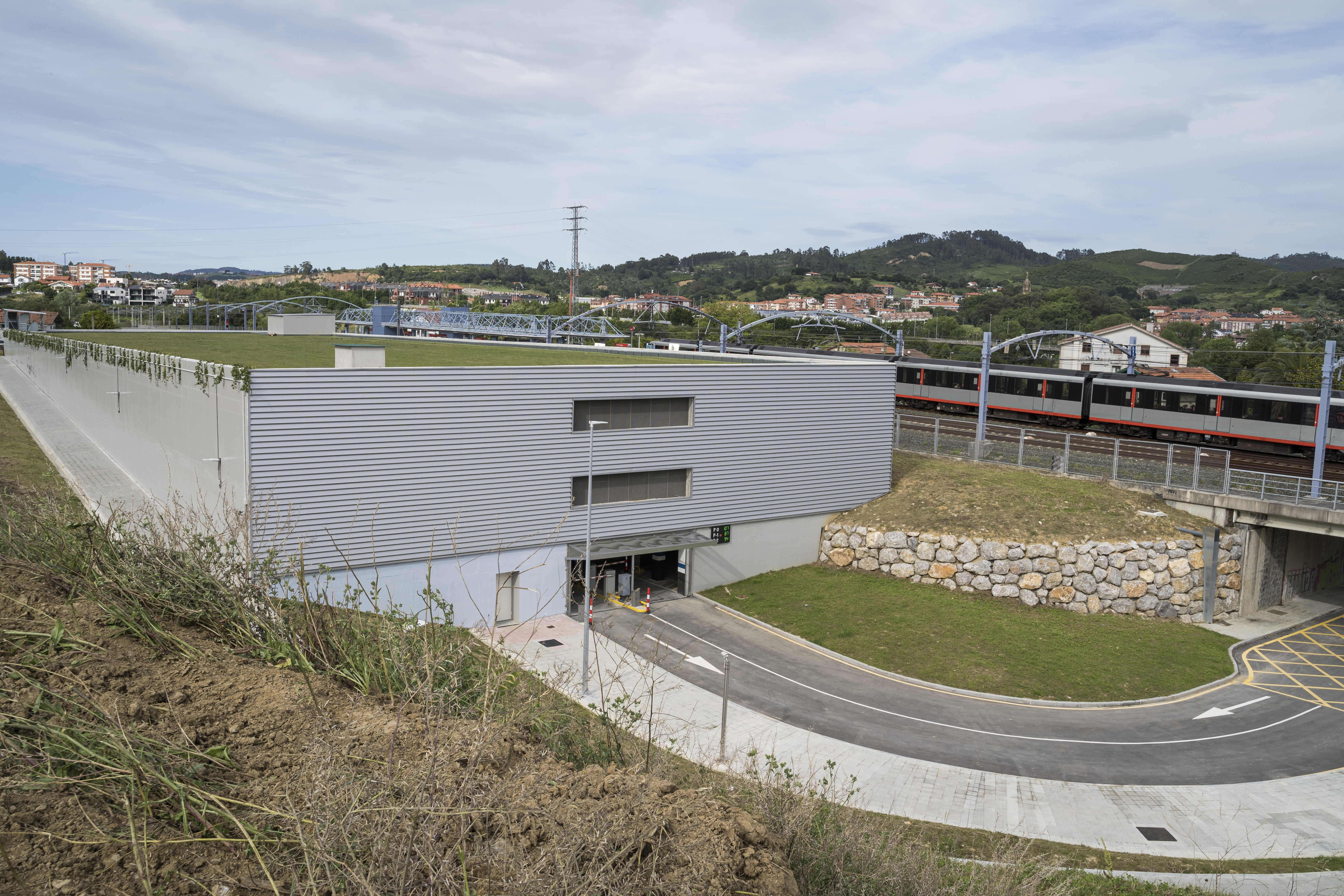
Estación de Ibarbengoa y aparcamiento disuasorio.

A lo largo de junio de 2017 estuvo previsto que se iniciase la ejecución del aparcamiento disuasorio anexo a la estación. Se previó que las obras durarían doce meses y, una vez concluídas, entrarían en funcionamiento tanto el aparcamiento como la propia estación. 
Junto con la construcción de la estación y el nuevo enclavamiento en Andra Mari se llevó a cabo la supresión del paso a nivel con barreras de Maidagan, en la misma localidad. Se trataba del penúltimo paso a nivel de la red de Metro Bilbao, y se suprimió soterrando las vías.
El 15 de junio de 2020 entró en servicio tanto el aparcamiento disuasorio como la propia estación.

## Denominación
El nombre oficial fue Ibarbengoa-Getxo. Inicialmente se barajó denominarla Ibarbengoa (del euskera "ibar", tierra fértil o vega, y "behekoa" o "bengoa", parte inferior, de más abajo, siendo su traducción literal vega de abajo), para más tarde anunciar que el nombre se sometería a consulta popular, con las propuestas de Ibarbengoa-Getxo o Andra Mari.
El 16 de diciembre de 2017, Metro Bilbao anunció su renombramiento a Estación de Ibarbengoa.

## Accesos
- C/
- Interior de la estación